# Svend Axelsson
Svend Kirk Axelsson (født 5. maj 1937 i Hadsund) er en dansk modernistisk arkitekt, der i mange år var partner i KHR arkitekter sideløbende med Knud Holscher.
Svend Axelsson tog realeksamen 1954 og blev tømrersvend 1958 og bygningskonstruktør året efter. Han tog afgang som arkitekt fra Kunstakademiets Arkitektskole 1964. Axelsson blev efter en fem-årig ansættelsesperiode på Arne Jacobsens tegnestue, hvor han var sagsarkitekt på Nationalbanken, ansat 1968 i arkitektfirmaet Krohn & Hartvig Rasmussen, hvor han blev associé i 1973. I 1980 blev han partner, og efter omdannelsen af firmaet i 1988 til KHRAS arkitekter har han været hovedaktionær, medlem af bestyrelsen og fra 1988-97 administrerende direktør og dernæst bestyrelsesformand.
Axelsson har blandt andet vundet projekt- og arkitektkonkurrencer om Rådhuspladsen i København med den forkætrede HT-terminal, Det Kongelige Teater, Østerport Station, Den Danske Pavillon (Verdensudstillingen Expo 92' i Sevilla 1992), Københavns Universitet Amager samt sports- og svømmehaller, administrationsbygninger, rådhuse, skoler og ældreboliger mm. Hans arkitektur ligger i forlængelse af den danske funktionalistiske tradition, men Axelsson har også foretaget enkelte afvigelser i retning af dekonstruktiv arkitektur, bl.a. i Sevilla-pavillonen og Østerport-centret.
Han har modtaget Nykredits Arkitekturpris 1992 for Den Danske Pavillon på Verdensudstillingen i Sevilla, Betonelementprisen 1989 for Finger B i Københavns Lufthavn, præmiering af Frederiksberg Kommune for Frederiksberg Centret, Den Europæiske Designpris for Unicons hovedsæde, Auguste Perret-prisen fra UIA og Eckersberg Medaillen 1993.
Han har været medlem af Danske Arkitekters Landsforbunds retsudvalg 1975-87, bestyrelsesmedlem i Praktiserende Arkitekters Råd 1976-81 og i Akademisk Arkitektforening 1977-81, medlem af Støttrup-udvalget 1982 (Københavns Kommunes undersøgelser vedr. pensionistboliger), medlem af undervisningsudvalget for Byggeteknisk Højskoles bygningskonstruktøruddannelse 1983-90, medlem af bedømmelseskomiteen for Træprisen fra 1983, medlem af Kulturministeriets rådgivende udvalg ang. arkitektuddannelsen 1987-92 og medlem af prisjuryn for Betongelement-föreningen i Sverige 1990.

## Værker
Se KHR arkitekter